# Friedrich Daniel Behn

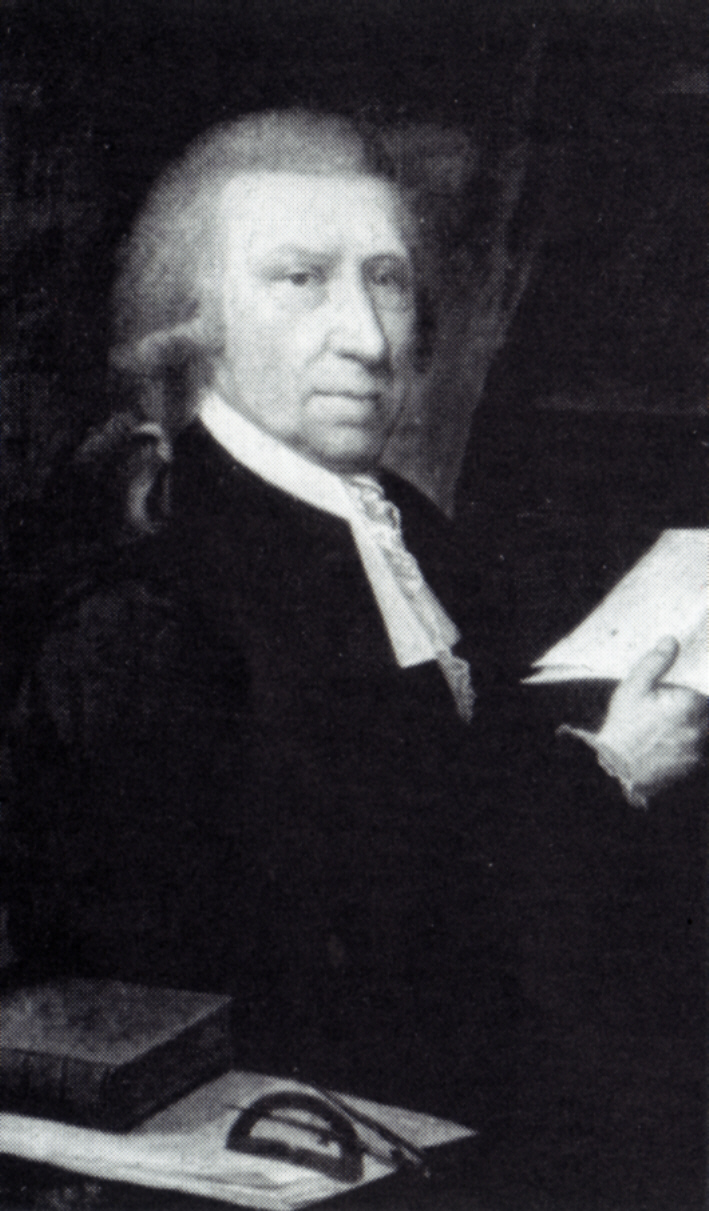
Friedrich Daniel Behn porträtiert von Johann Jacob Tischbein (1769)

Friedrich Daniel Behn (* 1734 in Lübeck; † 5. Oktober 1804 in Lübeck) war ein deutscher Pädagoge, Rektor des Katharineums zu Lübeck und ein Vertreter der Aufklärung.

## Leben
Behn studierte Philosophie und Theologie an der Universität Jena. Während seines Studiums wurde er Mitglied der 1728 gegründeten „teutschen Gesellschaft“ zur Förderung der Muttersprache und der deutschen Redekunst, zu deren Mitgliedern auch Lessing und Klopstock gehörten. Die Gesellschaft ernannte ihn später zu ihrem Ehrenmitglied, ebenso die Deutsche Gesellschaft in Leipzig.
Nach dem Magister-Abschluss kehrte Behn nach Lübeck zurück und wurde 1763 Subrektor des Katharineums unter Johann Daniel Overbeck; seit 1779 Konrektor, folgte er Overbeck auch 1796 als Rektor nach.
Er war verheiratet mit Catharina Margarethe, geb. Käselau (1746–1806), der Tochter des wohlhabenden Lübecker Kaufmanns Hermann Peter Käselau. Von seinen Söhnen wurde Hermann Friedrich Behn (1767–1846) Pastor und 1829 als Senior Leitender Geistlicher der Evangelisch-Lutherischen Kirche in Lübeck; Georg Heinrich Behn wurde Arzt in Lübeck.

## Wirken
1778 tat Behn sich im Fragmentenstreit als Gegner Lessings hervor, wofür er dessen ironische Kritik und Johann Melchior Goezes Lob erntete. Auch Immanuel Kants Gedanken stand er kritisch gegenüber.
Dennoch entwickelte er sich zu einem der wichtigsten Förderer aufklärerischer Gedanken in Lübeck. Er verband pädagogisches Engagement mit Natur- und Gesellschaftsbeobachtung. So veröffentlichte er seine Aufzeichnungen des Polarlichts und befasste sich mit dem Münzwesen und der Frage, wie sich die Einführung von Staatsobligationen in Großbritannien und die staatliche Lotterie in Frankreich auf das Finanzwesen dieser Länder auswirkte.
Als Rektor gelang es Behn, das Katharineum, das 1798 nur noch 27 Schüler zählte, von Grund auf zu reformieren. Er erweiterte den bisher lediglich auf eine Gelehrtenausbildung ausgerichteten Lehrplan durch die Einrichtung von Realklassen und die Einführung zeitgemäßerer Lehrmethoden. Ebenfalls Teil der Reform war 1801 die Abschaffung des Kantorats und damit das Ende der seit 1531 bestehenden Verpflichtung der Schüler zum liturgischen Gesang in den Lübecker Hauptkirchen.
Er gehörte zu den Mitbegründern der Literarischen Gesellschaft, aus der wenig später die Gesellschaft zur Beförderung gemeinnütziger Tätigkeit hervorging.
Behn war auch naturwissenschaftlich tätig. So übersetzte er Jakob Theodor Kleins „Classification und kurze Geschichte der vierfüßigen Thiere“ und dessen „Vorbereitung zu einer vollständigen Vögelhistorie“ aus dem Lateinischen und versah sie mit ausführlichen Zusätzen. Beide Werke erschienen 1760. Damit schuf er sehr frühe naturkundliche Werke auf Deutsch. Die meisten Bücher über Tiere und Pflanzen waren bis dahin nur in der Wissenschaftssprache Latein erschienen und damit für viele Menschen nicht zugänglich.

## Grabmal

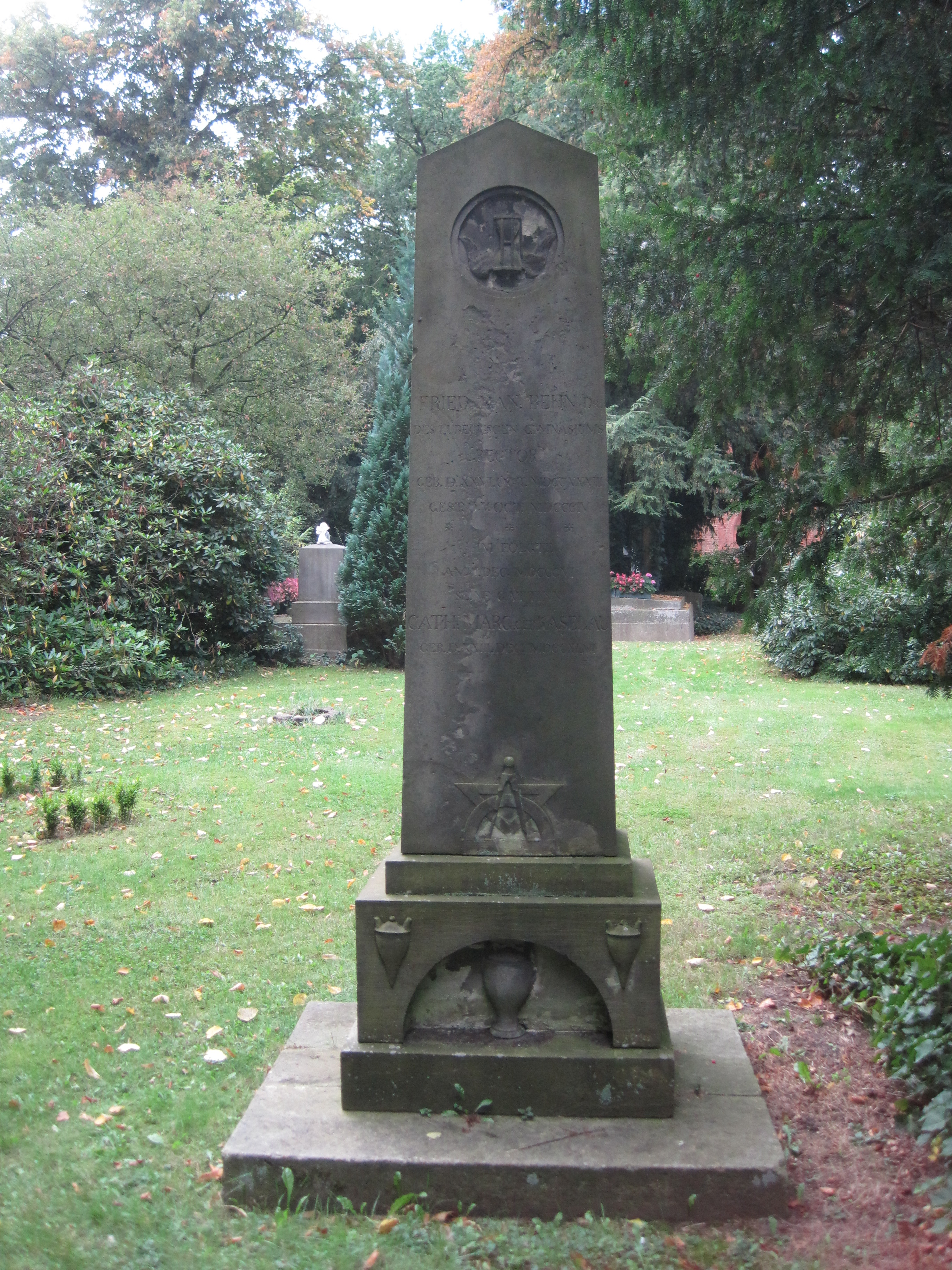
Grabmal

Behn gehörte zu der Gruppe von aufklärerisch gesinnten Persönlichkeiten in Lübeck, die sich als Teil einer Reformbewegung Grabstellen auf dem bis dahin nur als Pest- und Armenfriedhof genutzten Kirchhof der St. Lorenzkirche anlegten. Sein klassizistisches Grabmal in Form eines abgestuften Obelisk aus Sandstein ist erhalten und ein Denkmal der Grabkultur der Aufklärungszeit. Die Inschrift würdigt ihn:
Bewährt durch reinen frommen Sinn, helle Einsicht, gründliches Wissen, seltene Berufstreue,

hochherziger Bürger, eifriger Lehrer, zärtlicher Gatte, fühlender Vater.

Geachtet, geliebt, verehrt, den Seinen, ach, unvergeszlich.
Über die Inschrift hinaus ziert zahlreicher symbolischer Schmuck den Stein: auf der Vorderseite ein Bienenkorb (das Symbol der Gemeinnützigen) und auf der Rückseite Zirkel, Dreieck und Winkelmaß, die auf Behns Zugehörigkeit zu einer Freimaurerloge hinweisen. Außerdem finden zich auf dem Stein jeweils unterhalb der Spitze des Obelisken ein Ouroboros und eine geflügelten Sanduhr. Der abgestufte Sockel enthält auf beiden Seiten des Grabmals eine rundbogige Nische. Auf der Vorderseite enthält sie eine Urne mit der Inschrift: „Sie ruhen nur“ und auf der Rückseite eine hängende Öllampe. Neben der Urne befindet sich in den Zwickeln noch jeweils ein Tränenfläschchen.
Das Grabmal wurde 2023 restauriert.

## Schriften (Auswahl)
- Versuch eines Gedichtes über die Landlust. Lübeck: Böckmann 1754. (Digitalisat)
- Jakob Theodor Kleins, Sekretärs der Stadt Danzig, der Königlichen Societät in London, und der Bolognesischen Akademie der Wissenschaften Mitgliedes, Classification und Kurze Geschichte der Vierfüßigen Thiere. Lübeck: Schmidt 1760
- Das Nordlicht: Nebst einer Abbildung wie es sich 1770 den 18ten Januar zu Lübeck zeigete. Lübeck: Donatius 1770. (Digitalisat)
- Verteidigung der vornehmsten Wahrheiten der Christlichen Religion vornehmlich gegen die neuern Angriffe Lübeck: Donatius 1778 (Behns Beitrag zum Fragmentenstreit)
 Digitalisat des Exemplars der Staatsbibliothek Berlin (VD 18 digital)
- Vertheidigung der biblischen Geschichte von der Auferstehung Jesu gegen die bekannten Wolfenbüttelschen Angriffe. 2. Ausg. Hannover, 1778
 Digitalisat des Exemplars der Staatsbibliothek Berlin (VD 18 digital)
- Anti-Leßing. [s. l.] 1778
 Digitalisat des Exemplars der Niedersächsischen Staats- und Universitätsbibliothek Göttingen (VD 18 digital)
- Gedanken von dem Geheimnisse der Dreyeinigkeit. Marggraf, Jena 1758. (Digitalisat)
- Die verschiedenen Arten wie Großbritannien einige Jahre durch seine Staatsobligationen und Frankreich durch seine Lotterie vom Jahre 1783 Anleihen gemacht haben: unpartheyisch dargestellt und gegen einander gehalten. Lübeck: Donatius 1786
 Digitalisat des Exemplars der Niedersächsischen Staats- und Universitätsbibliothek Göttingen
- Anfangsgründe der Münzwissenschaft besonders in Beziehung auf den lübeckischen Münzfuß. Lübeck: Donatius 1789
- Vorschläge zur Reform der Lübeckischen hohen Schule nach pädagogischen Grundsätzen. Lübeck: Bohn, 1801
- Leben und Verdienste des Hans Bernhard Ludwig Lembke Physikus der Stadt Lübeck. Lübeck: Römhild 1803.
- Zwei Abhandlungen über die Theorie der Parallellinien. Ms. Lübeck 1803 (Stadtbibliothek Lübeck Ms. math. 4° 21 urn:nbn:de:gbv:48-1-4349589)

Behn verfasste den Text der Abendmusiken von 1771:
- Die Hirten auf dem bethlehemitischen Felde: aus dem zweyten Capitel des Evangelisten Lucas von dem 10. bis zum 15. Vers; ein geistliches Singgedicht in der gewöhnlichen Abendmusik der Stadt Lübeck in der Hauptkirche zu St. Marien auf das Jahr 1771 zur Erbauung aufgeführet / von Adolph Carl Kunzen. [Vorbericht von Friederich Daniel Behn] Lübeck: Green 1771